# Henryk Szwejcer
Henryk Szwejcer (ur. 22 marca 1886 w Sosnowcu, zm. 14 lipca 1949 we Wrocławiu) – polski bankier i przemysłowiec, dyrektor Zjednoczenia Przemysłu Węglowego w Wałbrzychu.

## Życiorys
Był uczestnikiem powstań śląskich. Po wybuchu II wojny światowej brał udział w obronie Warszawy. W trakcie okupacji niemieckiej należał do Związku Walki Zbrojnej Armii Krajowej posługując się pseudonimem „Słowikowski”. 
Po zakończeniu działań wojennych objął funkcję dyrektora Zjednoczenia Przemysłu Węglowego w Wałbrzychu. 3 grudnia 1948 został aresztowany wraz ze swoimi współpracownikami: Władysławem Czarneckim i Heinrichem Gerlichem, przez funkcjonariuszy Wojewódzkiego Urzędu Bezpieczeństwa Publicznego we Wrocławiu, pod zarzutem przygotowywania spisku oraz sabotażu gospodarczego. W trakcie śledztwa został poddany torturom, którymi wymuszono przyznanie się do winy. Wojskowy Sąd Rejonowy we Wrocławiu wyrokiem z 28 maja 1949 skazał Henryka Szwejcera na karę śmierci, którą wykonano przez rozstrzelanie w dniu 14 lipca 1949 w Więzieniu nr 1 we Wrocławiu przy ul. Kleczkowskiej.
Jego szczątki odnaleziono w wyniku prac poszukiwawczych prowadzonych przez Instytut Pamięci Narodowej w kwietniu 2012 roku na terenie cmentarza Osobowickiego we Wrocławiu. Notę identyfikacyjną  przedstawicielom rodziny Henryka Szwejcera, wręczono w dniu 1 grudnia 2023 roku podczas uroczystego wręczenia not identyfikacyjnych w Belwederze w Warszawie.

## Upamiętnienie
Henryk Szwejcer jest bohaterem spektaklu telewizyjnego Sceny Faktu Teatru Telewizji pt. Golgota wrocławska  z 2008 roku w reżyserii Jana Komasy. W postać Henryka Szwejcera wcielił się Adam Ferency.
W 2018 roku w ramach obchodów setnej rocznicy odzyskania niepodległości przez Polską na dziedzińcu III Liceum Ogólnokształcącego im. Mikołaja Kopernika w Wałbrzychu, zasadzono klon jawor poświęcony Henrykowi Szwejcrowi.
W 2017 roku radny Piotr Sosiński zabiegał o nadanie jednej z ulic w Wałbrzychu imienia Henryka Szwejcera, zaś 8 listopada 2023 roku Jerzy Langer – przewodniczący Klubu Radnych Prawa i Sprawiedliwości w Radzie Miejskiej Wałbrzycha, złożył w Biurze Rady Miasta Wałbrzycha projekt uchwały w sprawie ustanowienia roku 2024 – Rokiem Henryka Szwejcera.

## Wybrane 0dznaczenia
- Gwiazda Górnośląska